# Otto Wagner (Politiker, 1877)

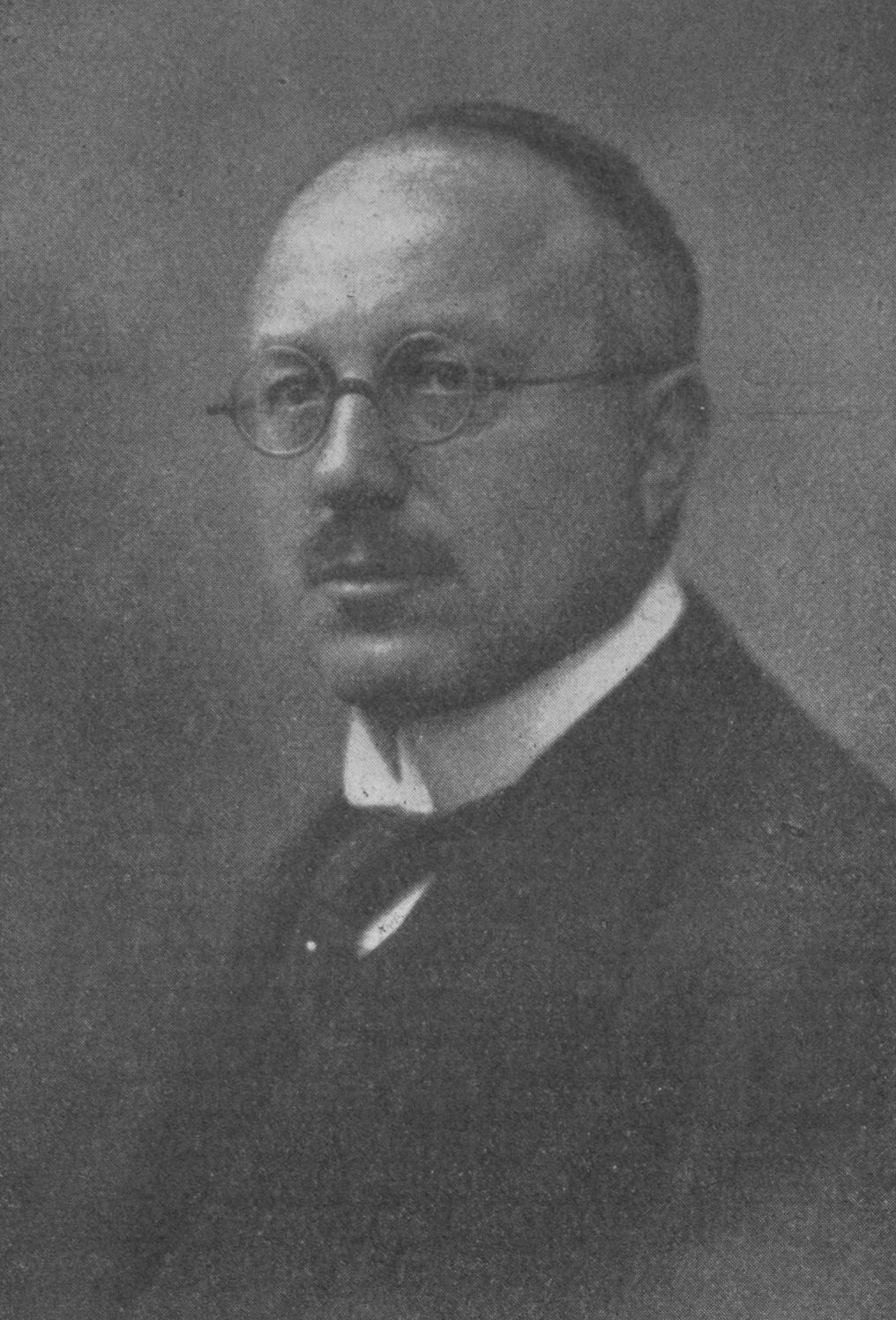
Otto Wagner, um 1928

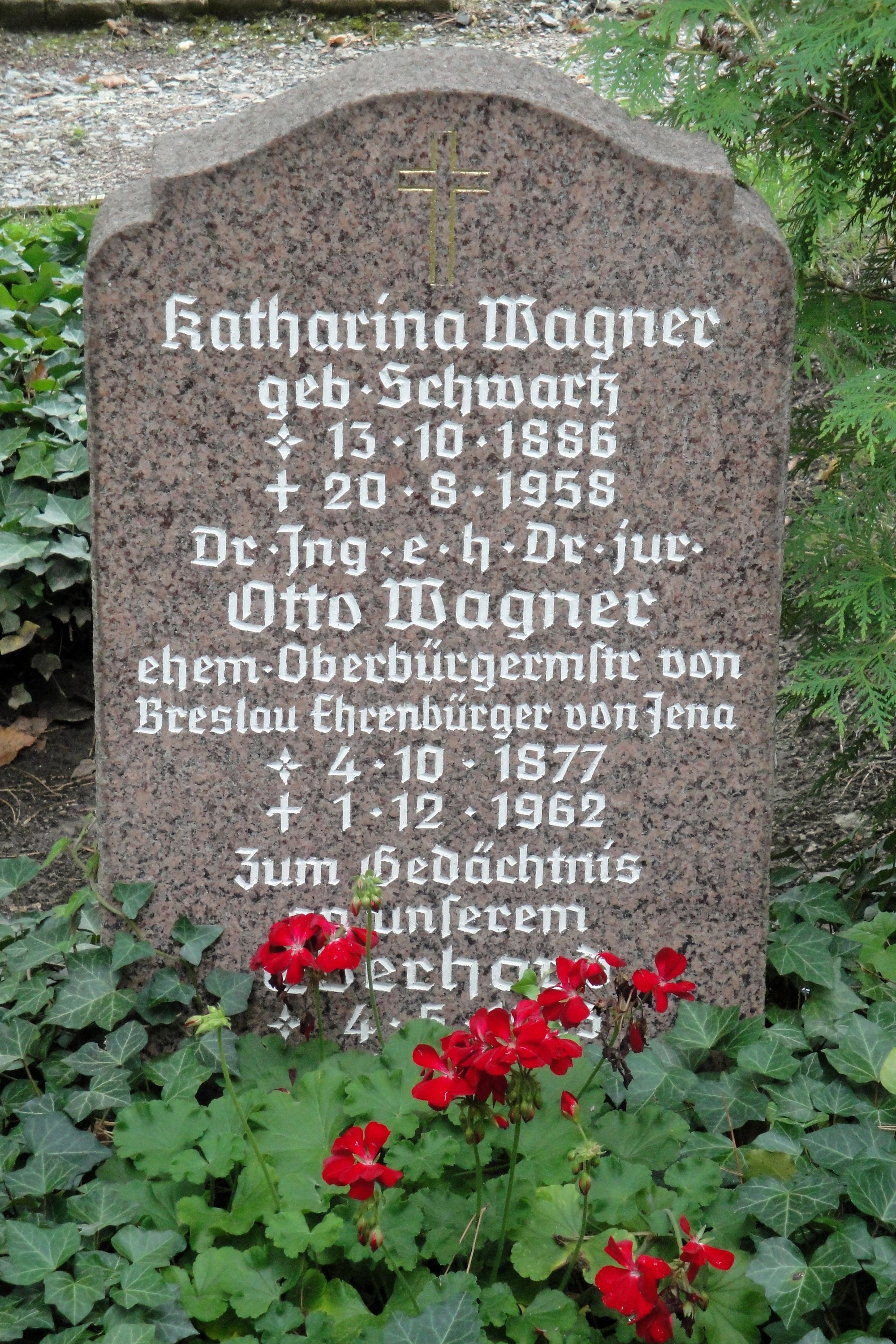
Grab von Otto Wagner auf dem Nordfriedhof in Jena

Otto Heinrich Ludwig Wagner (* 4. Oktober 1877 in Reichenhausen, Kreis Bad Salzungen; † 1. Dezember 1962 in Jena) war ein deutscher Politiker. 

## Leben
Otto Wagner, der einer Leineweberfamilie entstammte, widmete sich nach dem in Apolda abgelegtem Abitur einem Studium der Rechtswissenschaften an der Friedrich-Schiller-Universität Jena, das er mit dem Erwerb des akademischen Grades eines Dr. iur. abschloss. Nach einer Tätigkeit als Verwaltungsjurist amtierte Wagner von 1905 bis 1908 als Zweiter Oberbürgermeister von Jena, anschließend als Stadtrat sowie von 1918 bis 1933 als Oberbürgermeister von Breslau, bevor er von den Nationalsozialisten abgesetzt wurde. Wagner – er war mehrfach wegen seiner antifaschistischen Haltung inhaftiert – hatte in der Folge die Leitung der Stiftungssparkasse in Jena inne.
Nach Ende des Zweiten Weltkriegs trat Otto Wagner der Liberal-Demokratischen Partei bei und wurde mit 11. Mai 1945 von der amerikanischen Besatzungsmacht zum kommissarischen Oberbürgermeister von Jena bestellt. Zwei Monate später legte er das Amt aus gesundheitlichen Gründen nieder und war danach als Leiter des Stadtarchivs und Rechtsberater tätig. Am 1. Juli 1945 zogen Einheiten der Roten Armee in die Stadt ein, Jena wurde Teil der Sowjetischen Besatzungszone.
Am 4. Oktober 1957 wurde Otto Wagner anlässlich seines 80. Geburtstages zum Ehrenbürger von Jena ernannt. Am 30. Mai 2008 wurde ihm zu Ehren eine Gedenktafel am Haus des Reichhardstiegs 2 eingeweiht.
Wagner war seit seinem Studium Mitglied der Sängerschaft zu St. Pauli Jena, Leipziger Universitäts-Sängerschaft zu St. Pauli (heute Leipziger Universitäts-Sängerschaft zu St. Pauli in Mainz), Gotia Göttingen und Leopoldina Breslau (Deutsche Sängerschaft).